# 酔って候
『酔って候』（よってそうろう）は、幕末の西南雄藩の藩主を描いた司馬遼太郎の連作短編集。
1971年に『酔って候 幕末藩主伝』として文藝春秋で単行本が刊行された。1975年5月に『酔って候』として文春文庫が刊行された。2003年10月に新装版・文春文庫『酔って候』が刊行された。

## 収録作品

### 酔って候
土佐藩の山内豊信を主人公として描いた作品。1990年のNHK大河ドラマ『翔ぶが如く』原作の一部になった。題名は豊信の号である「鯨海酔侯（げいかいすいこう）」に由来。別冊文藝春秋1964年12月号に掲載。

### きつね馬
薩摩藩の島津久光が、狐を馬に乗せたようにして時代の流れに翻弄される姿を描く。「酔って候」と同じく『翔ぶが如く』原作の一部になった。文藝春秋1965年2月号に掲載。

### 伊達の黒船
宇和島藩の伊達宗城と、彼に命じられて蒸気船を開発した前原巧山（嘉蔵）を描いた。1977年の大河ドラマ『花神』の原作のひとつ。日本1964年11月号に掲載。

### 肥前の妖怪
藩の近代化に邁進し、政界から妖怪と恐れられた肥前藩の鍋島直正を描く。別冊文藝春秋1964年6月号に掲載。

## その他
- 酔って候（柳ジョージ&レイニーウッド）
1978年発売のアルバム『TIME IN CHANGES』に所収。司馬遼太郎のファンだった柳ジョージが、小説にインスパイアされ作詞・作曲した。柳はレコードの発売前に大阪の司馬宅を訪れ、発売の許しをもらっている。司馬は曲を聴いて「ほーう、ロックですか」「あんまり売れないことを願うけどね」と笑いながらコメントしている[1]。